# جيم دونكان
جيم دونكان (بالإنجليزية: Jim Duncan)‏ (2 أبريل 1938 بكينغستون أبون هال في المملكة المتحدة - ) هو لاعب كرة قدم بريطاني في مركز مهاجم داخلي. لعب مع برادفورد سيتي وهال سيتي وبريدلينغتون تاون ‏.